# Culicoides sordidellus
Culicoides sordidellus är en tvåvingeart som först beskrevs av Zetterstedt 1838.  Culicoides sordidellus ingår i släktet Culicoides och familjen svidknott.
Artens utbredningsområde är Grönland. Inga underarter finns listade i Catalogue of Life.